# Шерадз
Шѐрадз (на полски: Sieradz; на немски: Schieratz) е град в Централна Полша, Лодзко войводство. Административен център е на Шерадзки окръг, както и на селската Шерадзка община, без да е част от нея. Самият град е обособен в самостоятелна община с площ 51,22 км2.

## Геогарфия
Градът е историческата столица на Шерадзката земя. Разположен е край левия бряг на река Варта, на 64 километра югозападно от Лодз, на 53 километра югоизточно от Калиш и на 47 километра северно от Велюн.

## История
За пръв път селището е споменато в писмен документ през 1136 година.
Получава градски права през 1247 година.
В периода 1975 – 1998 г. е административен център на Шерадзкото войводство.

## Население
Населението на града възлиза на 42 570 души (2017 г.). Гъстотата е 831 души/км2.

## Личности

### Родени в града
- Ципрян Базилик – полски композитор и писател
- Ари Щернфелд – съветски учен
- Збигнев Лев-Старович – полски лекар, психиатър
- Беата Анджейчук – полска писателка

## Градове партньори
- Гагенау, Германия
- Annemasse, Франция
- Госпич, Хърватия
- Новаля, Хърватия
- Ямбол, България
- Саранск, Русия

## Фотогалерия
- Манастир
- Мост над Варта
- Сградата на староството
- Железопътната гара
- Театър
- Сградата на общината
- Река „Варта“